# Australische Cricket-Nationalmannschaft in Indien in der Saison 1997/98
Die Tour der australischen Cricket-Nationalmannschaft nach Indien in der Saison 1997/98 fand vom 6. bis zum 28. März 1998 statt. Die internationale Cricket-Tour war Bestandteil der Internationalen Cricket-Saison 1997/98 und umfasste drei Tests. Indien gewann die Test-Serie 2–1.

## Vorgeschichte
Indien bestritt zuvor ein Drei-Nationen-Turnier in Bangladesch, Australien eine Tour in Neuseeland.
Das letzte Aufeinandertreffen der beiden Mannschaften bei einer Tour fand in der Saison 1996/97 in Indien statt.

## Stadien
Die folgenden Stadien wurden für die Tour als Austragungsort vorgesehen.
| Stadion                   | Stadt     | Kapazität | Spiele  |
| ------------------------- | --------- | --------- | ------- |
| M. Chinnaswamy Stadium    | Bangalore | 42.000    | 3. Test |
| M. A. Chidambaram Stadium | Chennai   | 46.000    | 1. Test |
| Eden Gardens              | Kalkutta  | 82.000    | 2. Test |

## Kaderlisten
Die folgenden Kader wurden von den Mannschaften benannt.
| Test | Test |
| Indien | Australien |
| --- | --- |
| - Mohammad Azharuddin - Rajesh Chauhan - Rahul Dravid - Sourav Ganguly - Anil Kumble - VVS Laxman - Nayan Mongia - Venkatapathy Raju - Navjot Sidhu - Harbhajan Singh - Harvinder Singh - Javagal Srinath - Sachin Tendulkar | - Greg Blewett - Adam Dale - Ian Healy - Michael Kasprowicz - Darren Lehmann - Ricky Ponting - Paul Reiffel - Gavin Robertson - Michael Slater - Mark Taylor - Shane Warne - Mark Waugh - Steve Waugh - Paul Wilson |

## Tests

### Erster Test in Chennai
| 6. – 10. März Scorecard | Chennai | Indien 257 (104.2) & 418-4d (107) | – | Australien 328 (130.3) & 168 (67.5) |
|                         |         | Indien gewinnt mit 179 Runs       |   |                                     |

### Zweiter Test in Kalkutta
| 18. – 21. März Scorecard | Kalkutta | Australien 233 (89.4) & 181 (88.4)            | – | Indien 633-5d (159) |
|                          |          | Indien gewinnt mit einem Innings und 219 Runs |   |                     |

### Dritter Test in Bangalore
| 25. – 28. März Scorecard | Bangalore | Indien 424 (123.2) & 169 (61)    | – | Australien 400 (111.3) & 195-2 (58) |
|                          |           | Australien gewinnt mit 8 Wickets |   |                                     |